# Guerra franco-bretone
La guerra franco-bretone si svolse tra il 1485 e il 1488 opponendo una fazione aristocratica e feudale, simile alla Lega del bene pubblico ad Anna di Beaujeu, reggente di Francia dopo la morte di Luigi XI fino alla maggiore età del giovane re Carlo VIII di Francia. È all'origine dell'unione della Bretagna alla Francia, che si concretizzerà solo mezzo secolo più tardi.
Lo schieramento dei principi e dei duchi include Renato II di Lorena, Francesco II di Bretagna, Luigi II d'Orléans (cugino del re e futuro Luigi XII di Francia), Giovanni IV di Chalon, Alain d'Albret, il conte d'Angoulême. Odet Aydie, bastardo di Armagnac, conte di Comminges e governatore della Guyenne, e Philippe de Commynes, sostennero la rivolta con i loro consigli. Infine, questa rivolta contro il reggente fu supportata anche da nemici stranieri del re di Francia, come l'Inghilterra, l'Aragona e la Castiglia, l'Austria e la Borgogna.

## Origine e durata
In francese questo conflitto è comunemente conosciuto come guerre folle, la folle guerra, secondo la definizione dello storico Paulus Aemylius Veronensis nella sua De Rebvs Gestis Francorvm, pubblicata nel 1581.
Ci sono alcune controversie circa la misura in cui gli eventi bellici possano essere definiti come una sola guerra. Infatti sono numerosi i conflitti che videro contrapposti i principi al potere regio, fin dalla fondazione della Lega del bene pubblico nella seconda metà del XV secolo durante la Praguerie.
Nel 1484 - 1485, il duca d'Orléans, sostenuto dal duca di Bretagna e altri principi, tentò di rovesciare la reggente, Anna di Beaujeu. Questa, senza combattere, riuscì a stroncare la rivolta: il 2 novembre 1485, la pace di Bourges sospese le ostilità.
Qui finì, secondo alcuni storici, la prima fase del guerra franco-bretone, alla quale seguì una seconda fase dal giugno 1486 al novembre 1488, talvolta chiamata la guerra di Bretagna.
Altre correnti storiografiche, soprattutto bretoni, separano infatti questa seconda fase della prima, per associarla alle guerre di indipendenza bretoni successive.

## Fasi del conflitto

### Cospirazioni e la prima rivolta
All'inizio del regno di Carlo VIII di Francia, Luigi II d'Orleans tentò di prendere la reggenza, ma fu sconfitto negli Stati Generali di Tours il 15 gennaio del 1484. Nel mese di aprile, Luigi d'Orléans andò in Bretagna per unirsi alle forze del duca. Inviò anche una richiesta di annullare il suo precedente matrimonio al papa, per sposare Anna di Bretagna. Informata, la Beaujeu fece incoronare il re a Reims il 30 maggio. Essa mantenne così il suo ruolo di reggente, ma firmò il 23 novembre un trattato con il duca di Bretagna, che prevedeva il matrimonio di Luigi d'Orleans con Anna di Bretagna.
Tornato a corte, il Duca di Orleans cercò di eliminare il re, ma Anna di Beaujeu glielo impedì irrompendo con forza nella camera del re: arrestò alcuni uomini della Guardia Reale e pose il duca d'Orléans agli arresti domiciliari a Gien.
Il 17 gennaio 1485, il Duca di Orleans, cercò di fare sollevare Parigi, ma il tentativo fallì. Riuscì a sfuggire il 3 febbraio ad Alençon, e fece una amende honorable il 12 marzo. Le truppe regie poste intorno Évreux gli impedirono di entrare in Bretagna, e quindi si ritirò a Milano. Intanto i nobili bretoni insorti furono riportati all'ordine dalle truppe reali.
Il 30 agosto, Luigi d'Orleans lanciò un manifesto contro la Reggenza. L'esercito reale marciò su Orleans, e Luigi II fu costretto a fuggire a Beaugency, dove venne trovato e messo nuovamente in fuga dal giovane Luigi II di Tremoille nel mese di settembre. Il 9 agosto Francesco II di Bretagna si impegnò in una tregua.
Il 2 novembre 1485 fu firmata la Pace di Bourges.

### Ripresa delle ostilità

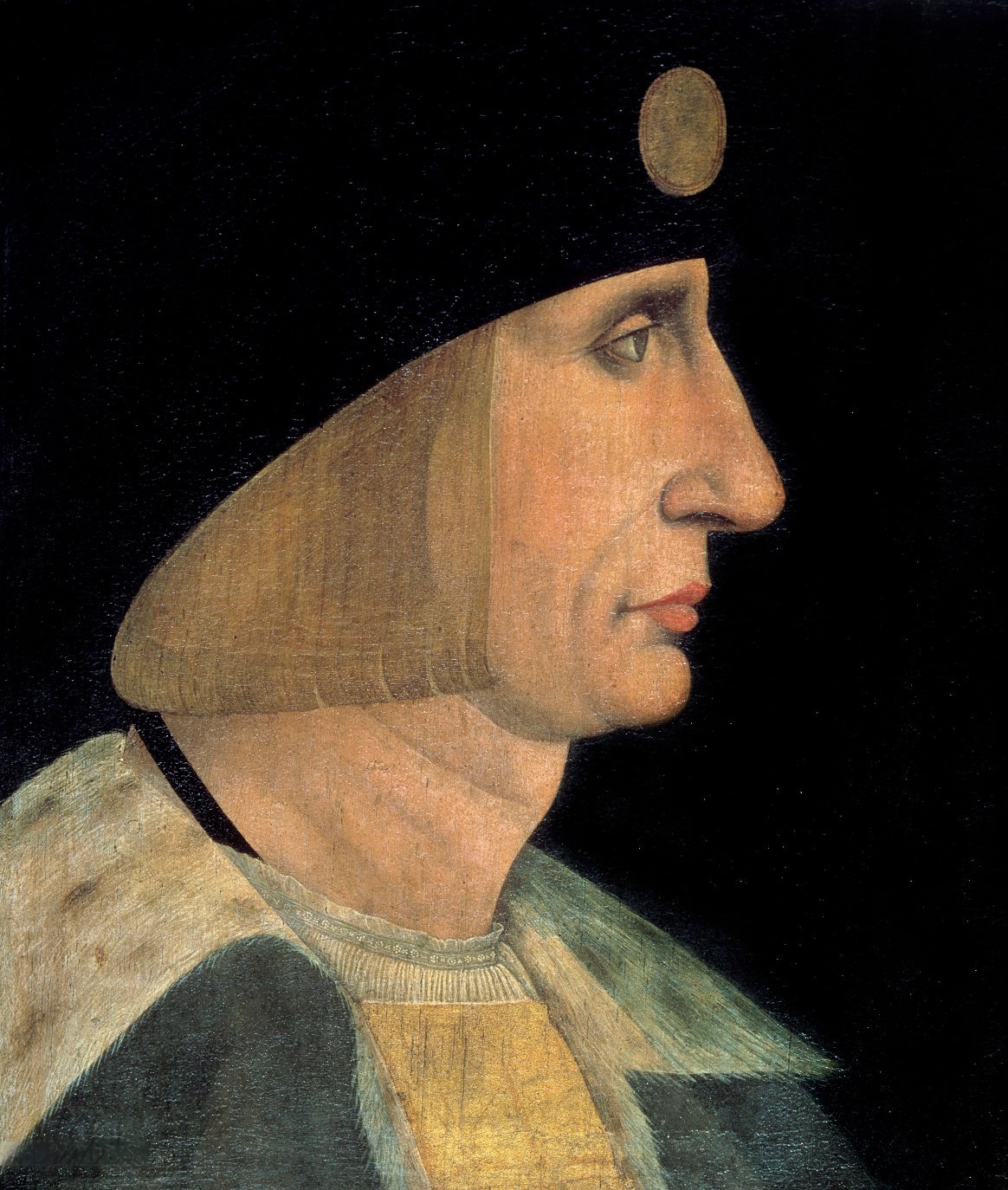
Luigi II di Orleans

Poco dopo la fine della tregua, i ribelli ripresero la loro insurrezione. Nel giugno del 1486 Massimiliano d'Austria invase la Francia settentrionale per poi ritirarsi; nel mese di novembre Francesco de Dunois, che si impadronì del castello di Parthenay.
L'11 gennaio 1487, Luigi d'Orleans scappò dal castello di Blois e, inseguito dagli arcieri reali, si rifugiò di nuovo in Bretagna. L'esercito reale lasciò Tours ai primi di febbraio e cominciò la sua offensiva nel sud-ovest. Il 7 marzo l'esercitò raggiunse Bordeaux e Odet Aydie, governatore della Guienna, venne rimosso e sostituito da Pierre de Beaujeu. L'esercito reale ripartì da Bordeaux il 15 marzo e prese Parthenay il 30. Dunois riuscì a riunirsi a Luigi d'Orleans a Nantes. L'esercito reale, poi, tornò in Bretagna. Con il trattato di Châteaubriant la nobiltà bretone si accordò con il re: il duca non sarà toccato dall'esercito reale, che dovrà però lasciare la Bretagna quando i due principi ribelli saranno catturati.
A nord, Philippe de Crevecoeur Esquerdes tenne brillantemente la posizione, e respinse Massimiliano d'Austria, eletto imperatore del Sacro Romano Impero poco prima.
A sud Alain d'Albret, che voleva unirsi ai ribelli del Nord, fu sconfitto nella battaglia di Nontron e fu costretto a consegnare ostaggi al Re. In Bretagna, gli oppositori ribelli al Duca e gli alleati del partito reale, guidati da Jean II de Rohan, tennero il nord del ducato, e presero Ploërmel.
Alla fine di maggio 1487, le truppe francesi, quasi 15 000 uomini, entrarono in Bretagna. L'esercito del duca di Bretagna era concentrato intorno Malestroit. Disponeva di 600 cavalieri e quasi 16 000 uomini a piedi, contadini. Tuttavia, l'avanzata delle truppe francesi fu inarrestabile: Ancenis, Chateaubriand, e Redon Guerche caddero. Ploermel cercò di resistere, ma anch'essa cadde dopo tre giorni di assedio e fu conquistata il 1º giugno. A causa di queste brutte notizie, e per le divergenze politiche fra i nobili bretoni, l'esercito ducale si sciolse. Rimasero solo 4 000 uomini in grado di salvare Ploërmel. Francesco II fuggì a Vannes, e riuscì ad arrivare a Nantes prima che anche Vannes fosse presa.
A Nantes, la difesa fu organizzata quando, il 19 giugno, le truppe francesi assediarono la città. L'assedio si trascinò per la difesa efficace, e per la fedeltà degli abitanti, aiutati dai mercenari stranieri, ricevendo l'appoggio decisivo delle truppe da Cornovaglia francese e Léon, che sbarcarono e ruppero l'accerchiamento. Le truppe francesi tolsero l'assedio il 6 agosto. Tuttavia, il re di Francia riuscì a ottenere la consegna di Vitré il 1º settembre, mentre l'esercito francese prese Saint-Aubin du Cormier il 10, e poi Dol de Bretagne. Nei primi mesi del 1488, la maggior parte della Bretagna era ancora in mano all'esercito ducale. Solo Clisson, Guerche, Dol, St. Aubin du Cormier, e Vitrè rimasero in mani francesi.
Il 20 gennaio 1488, i duchi di Orleans e Bretagna furono dichiarati ribelli da parte del Parlamento di Parigi: insieme con i loro complici non furono più considerate vassalli, ma colpevoli di tradimento. In primavera, il duca d'Orleans riprese Vannes, Auray e Ploërmel. Il visconte de Rohan fu costretto a capitolare.
Il 24 aprile fu pronunciata una sentenza di decadenza contro qualsiasi proprietà di Luigi d'Orleans. Alain d'Albret ricevette una sovvenzione dalla corte di Spagna, e si riunì alla Bretagna con 5000 uomini. Anche Massimiliano d'Austria inviò 1500 uomini. Mentre Tremoille raccoglieva le sue forze ai confini del ducato, Lord Scales sbarcò con 700 arcieri inglesi, tutti volontari. Ma mentre il re dei Romani dovette occuparsi di una ribellione nelle Fiandre, supportata da Philippe de Crevecoeur Esquerdes, i sostenitori del duca di Bretagna competevano per la mano di Anna di Bretagna: Luigi di Orleans, Alain d'Albret e Massimiliano d'Austria erano i candidati.

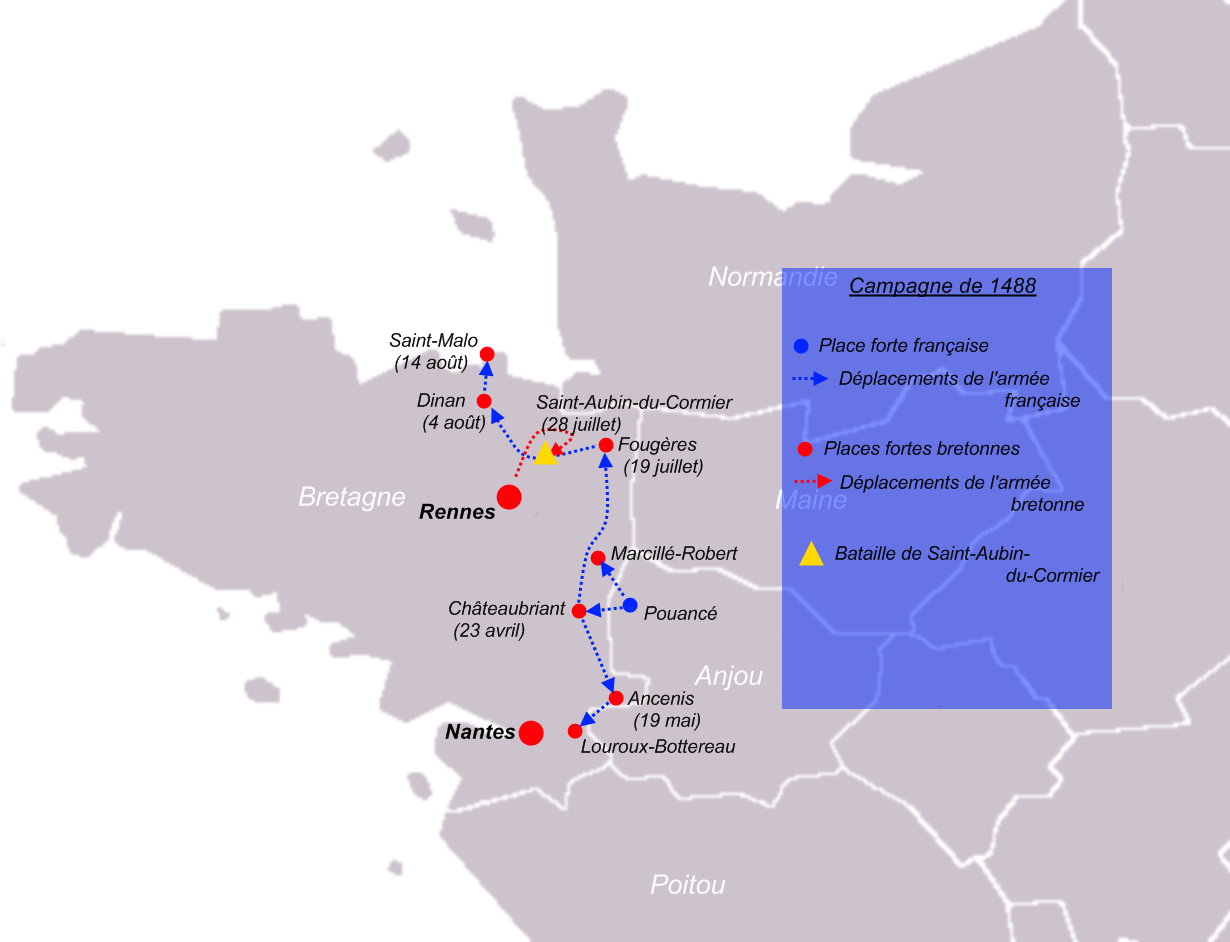
Mappa della campagna del 1488

La guerra riprese a fine marzo 1488. Riuniti a Pouancé, Tremoille e l'esercito regio, forti di 15 000 uomini, presero facilmente Marcillé-Robert il 28 marzo. Il 7 aprile, Francesco II ordinò il reclutamento di truppe a Rennes in Bretagna. Il 15 aprile, l'esercito regio pose sotto assedio Chateaubriand, che cadde otto giorni dopo. Tremoille mosse contro Ancenis che assediò la notte tra il 12 e il 13. La città cadde il 19 maggio sotto l'artiglieria francese. Non appena iniziarono le trattative con il Duca di Bretagna che cercava una tregua, Tremoille assediò Louroux-Bottereau, che cadde facilmente.
Il 1º giugno venne dichiarata una tregua. Il Re si trovava in vantaggio dal momento che le sue truppe erano dispiegate lungo il confine, mentre i nobili e i contadini della Bretagna erano tornati alle loro case. Tremoille anticipò la fine della tregua, e il 17 giugno mise il suo esercito in movimento verso Ferns. La città era considerata una delle meglio difese, protetta da 2 000-3 000 uomini. A metà luglio, l'esercito bretone venne infine radunato nuovamente, ma era troppo tardi per aiutare Fougeres, che dovette cedere il 19 maggio, dopo una settimana di assedio, sotto i colpi della potente artiglieria francese.
L'esercito francese passò poi a Dinan, mentre l'esercito bretone di John IV di Rieux, che era stato radunato nella speranza di aiutare Ferns, esitò a ingaggiare una battaglia campale fino alla battaglia di St. Aubin du Cormier (15 000 francesi contro 11 500 bretoni), che segnò la fine delle truppe bretoni e dei loro alleati: 5 000-6 000 bretoni morirono, contro i 1 500 francesi. A seguito di questa sconfitta, si arresero agli inizi di agosto, ma Dinan e Rennes decisero di resistere. Tremoille, cercando di evitare un lungo assedio e provato dall'ultimo assedio a Nantes, preferì passare oltre a Rennes, e assediare St. Malo, che capitolò il 14 agosto.
Il 20 agosto, l'Angiò fu pacificato. Il trattato di Verger risultò molto sfavorevole per gli inglesi su diverse questioni, tra cui la promessa del duca di Bretagna a non sposare le sue figlie senza il consenso del re di Francia.
Il duca di Bretagna Francesco II morì il 9 settembre e Anna di Bretagna diventò Duchessa nel gennaio dell'anno successivo. Venne assegnata l'amnistia a Lescun, Dunois, e alla maggior parte dei vinti. Luigi d'Orleans fu rinchiuso in una fortezza, ma fu poi graziato da Carlo VIII tre anni dopo.